# Broyeur de végétaux
Pour les articles homonymes, voir Broyeur.

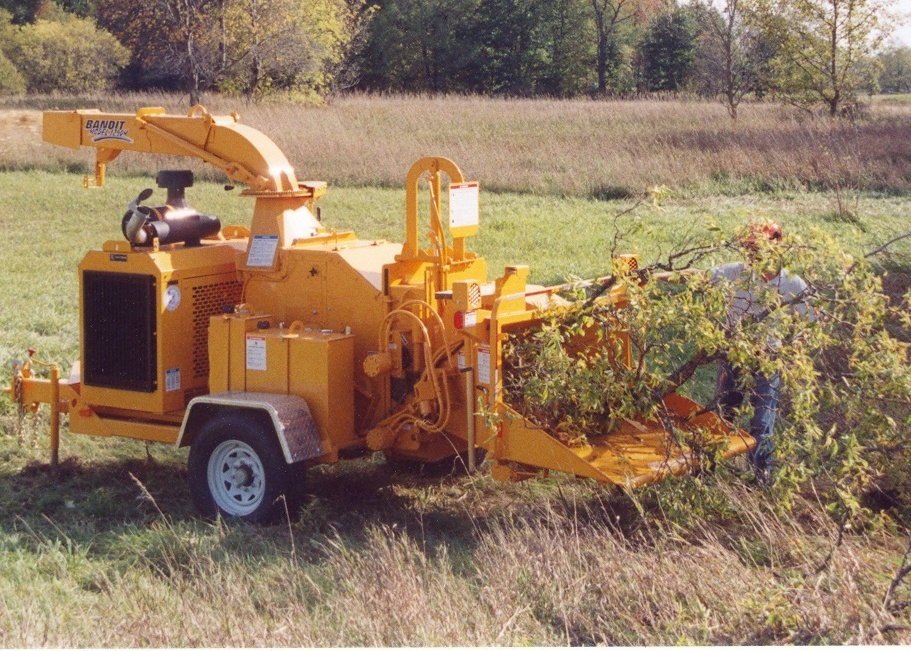
Broyeur de végétaux

Un broyeur de végétaux ou déchiqueteuse de végétaux est un outil d'agronomie et de sylviculture, motorisé, servant à réduire en copeaux les déchets de jardins, parcs publics, bordures d'infrastructures linéaires, etc., essentiellement issus des plantes ligneuses, facilitant ainsi leur évacuation ou les préparant pour le compostage.
Dans les années 1990, de petits modèles adaptés aux jardins privés sont apparus. Ce sont des engins dangereux et souvent très bruyants qui exigent des précautions de sécurité.

## Fonctions
Le broyeur de végétaux permet de broyer les matériaux durs :
- branches
- brindilles
- chutes de haies

Certains modèles acceptent aussi les matériaux tendres :
- fleurs
- résidus de fruits
- légumes et feuilles

La réduction du volume des déchets peut aller d'un facteur 2 à 12,,. Cela permet de les transporter plus facilement vers une déchèterie, ou de les recycler sur place au composteur ou en paillage.
Le broyage est une alternative idéale dans les espaces soumis à une interdiction de brûler. Le brûlis ou écobuage est souvent déconseillé voire tout simplement interdit en agglomérations.
Utilisés en paillage au jardin au pied des plantes ornementales, les déchets broyés restituent au fil du temps leurs éléments nutritifs et fertilisent le sol (selon la technique du bois raméal fragmenté ou BRF). Ils protègent le pied des végétaux frileux en hiver et réduisent l'évaporation de l'eau durant les chaudes journées d'été. Pour les espaces verts en général, ils évitent les opérations de désherbage car ils empêchent la propagation des mauvaises herbes, quand le paillis est déposé en couche suffisamment épaisse. De fait, le paillis est d'usage courant au pied des arbres et dans les plates-bandes ornementales.
Utilisés en compost, les débris issus du broyeur rejoindront les déchets de tonte pour maintenir un bon rapport de déchets azotés et carbonés (rapport C/N).

## Caractéristiques des broyeurs ou déchiqueteuses

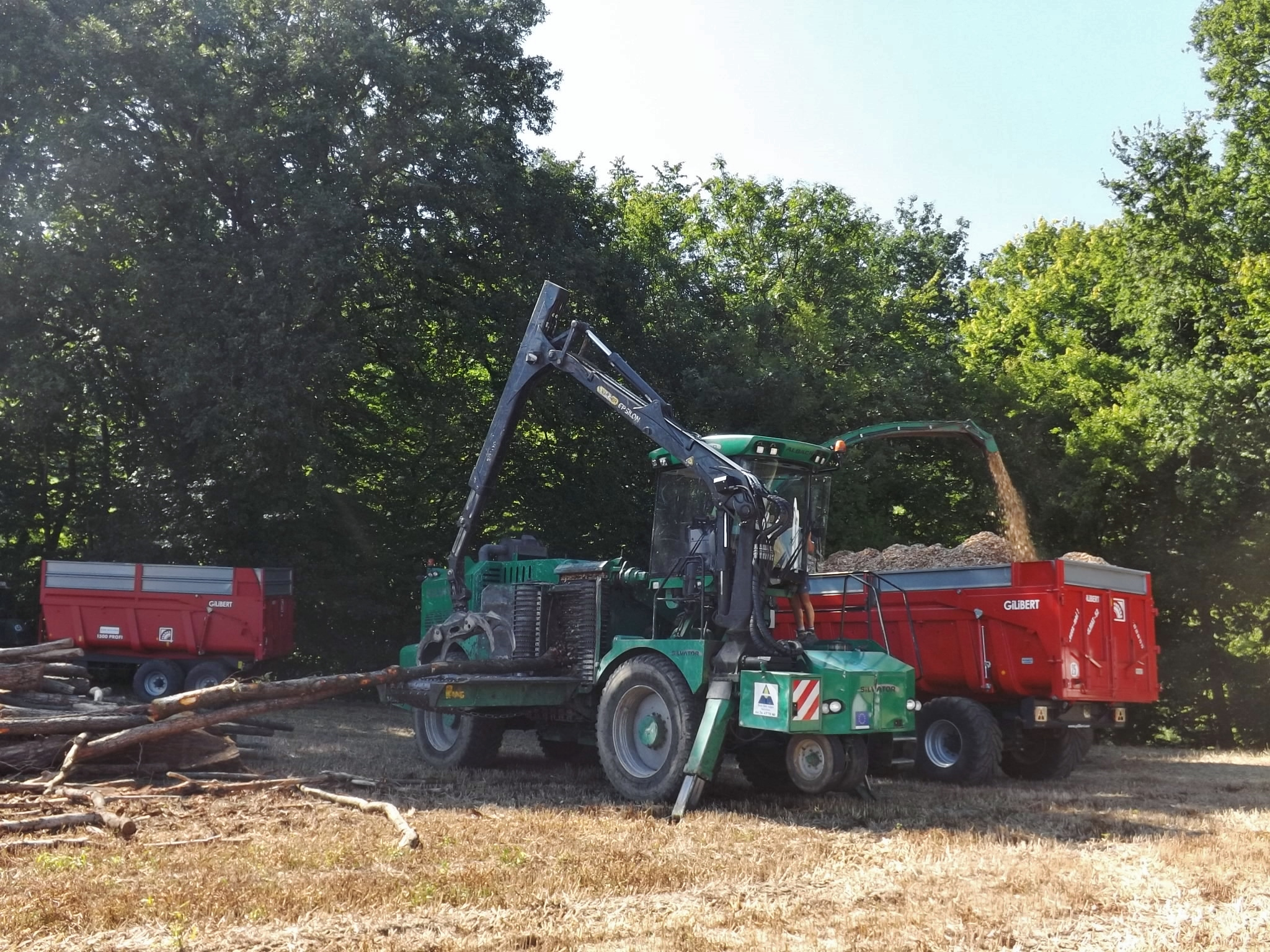
Déchiqueteuse de bois en action.

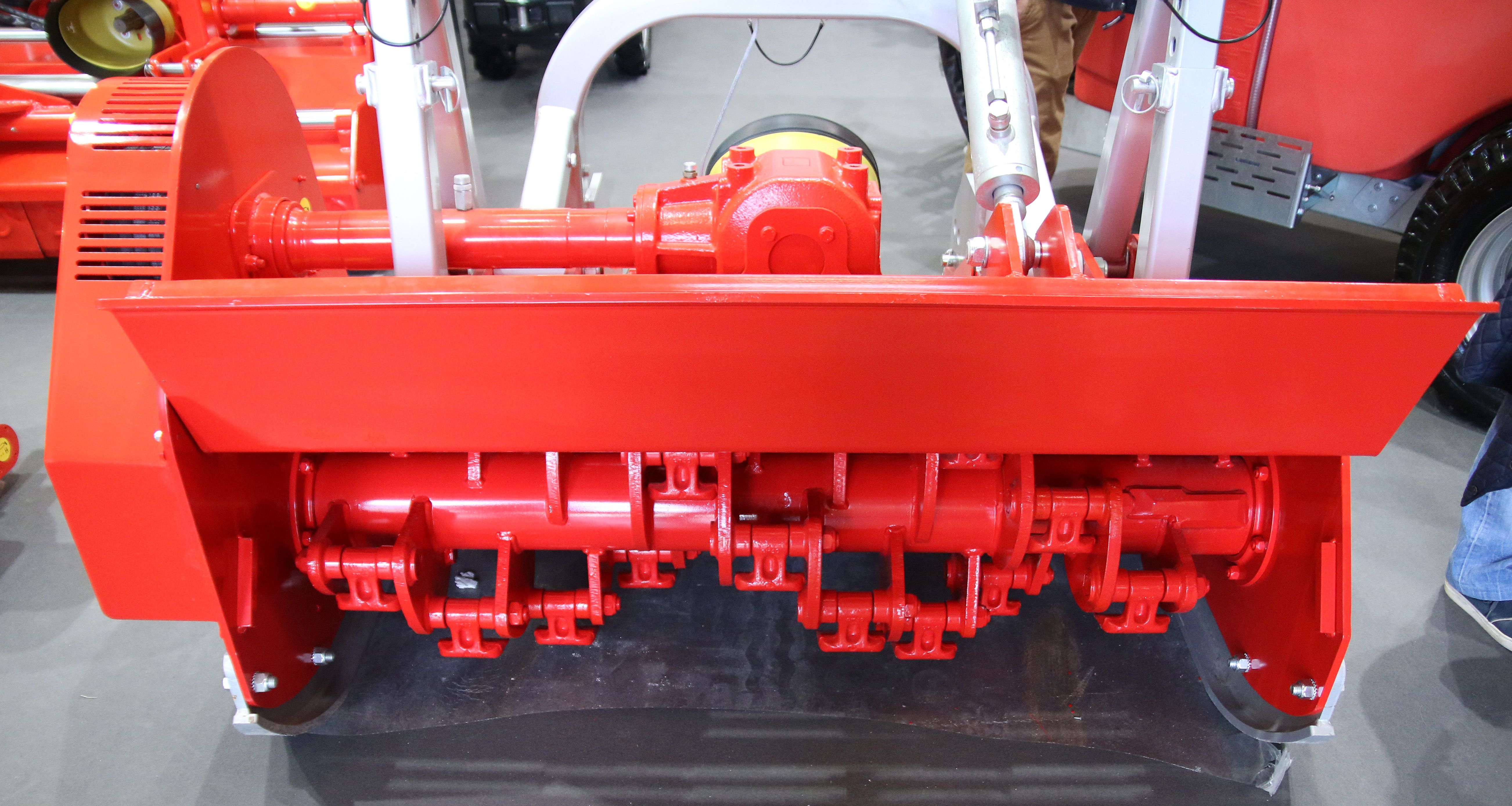
Broyeur à marteaux utilisé pour passer entre les rangs de vigne.

Il existe de nombreux types adaptés à des usages variés (sylviculture et foresterie, agriculture, agrosylviculture, horticulture, paysagisme ou jardinage) :
- mobiles (automoteurs, portés, semi-portés ou traînés) ;
- alimentés manuellement ou automatiquement ;
- avec ou sans goulotte d'alimentation et bac de réception des copeaux ;
- de différentes tailles ;
- animés soit par une prise de force d'un engin agricole, soit par un moteur thermique ou encore par un moteur électrique, pour les plus petits modèles destinés aux particuliers.

Les modèles individuels pour petit jardinage sont équipés d'une lame rotative plate (type tondeuse à gazon) ou d'un rabot (type rabot électrique).
Pour la fabrication de plaquettes forestières, il existe différents types de déchiqueteuses dont une pour le bois « classique » et l'autre pour le bois issu de souches. Les souches étant généralement pleines de terre ou de sable, il faut un système de couteaux plus résistant à l'abrasion.

### Puissance
Les modèles de jardin sont thermiques ou électriques. La puissance installée est généralement au-delà de 2 000 W.

### Niveau sonore
Le niveau sonore varie beaucoup selon les modèles de 70 dB à 105 dB. Pour les modèles les plus bruyants, le port du casque est recommandé.

## Normalisation
En Europe, il existe pour certains types de déchiqueteuses de bois une norme homologuée (U34-300) imposée par la commission dans le cadre de la directive européenne DI 98/37 01/06/1998 concernant le rapprochement des législations des États membres relatives aux machines.